# Liacouras Center
La Liacouras Center (auparavant The Apollo of Temple) est une salle omnisports située sur le campus de l'Université Temple à Philadelphie en Pennsylvanie.

## Histoire
En 1997, la salle fut rénovée et agrandie pour $33 millions USD.

## Événements Passés
La salle a accueilli les événements suivants :

### Concerts
- 50 Cent
- Clay Aiken/Kelly Clarkson
- Bob Dylan et Phil Lesh and Friends
- Bow Wow et Omarion
- Counting Crows
- Fat Joe
- Jamie Foxx
- Goo Goo Dolls
- Green Day
- Alicia Keys
- Patti LaBelle
- Maroon 5
- John Mayer
- Natalie Merchant
- Method Man & Redman
- Muse
- My Chemical Romance
- Nelly
- R.E.M.
- LeAnn Rimes
- Super Jam 2010, featuring Trey Songz et Ludacris
- T.I.
- Carrie Underwood avec Little Big Town
- Luther Vandross
- Kanye West
- Wale

### Sports
- Bernard Hopkins vs. Enrique Ornelas (en) (décembre 2009) (boxe)
- Les Globetrotters de Harlem (basket-ball)
- Match d'exhibition des 76ers de Philadelphie (basket-ball)
- Sugar Ray Leonard (boxe)
- David Reid (boxe)
- TNA Wrestling : Bound for Glory (2011)
- TNA Wrestling : Lockdown (2009)
- U.S. Gymnastics Championships (2001)
- USA Gymnastics American Cup

### Autres
- Enon Tabernacle Baptist Church Resurrection Sunday
- Fat Albert (avant-première mondiale)
- Steve Harvey
- Kirk Franklin
- Tyler Perry (Madea's Big Happy Family et Laugh to Keep from Crying)
- Katt Williams
- Wheel of Fortune